# Östra Hoby församling
Östra Hoby församling var en församling i Lunds stift och i Simrishamns kommun. Församlingen uppgick 2000 i Borrby-Östra Hoby församling.

## Administrativ historik
Församlingen har medeltida ursprung. Före den 1 januari 1886 (ändring enligt beslut den 17 april 1885) var namnet Hoby församling.
Församlingen utgjorde till 1 maj 1929 ett eget pastorat för att därefter till 1962 vara moderförsamling i pastoratet Östra Hoby, Vallby och Bolshög. Från 1962 till 2000 var den annexförsamling i pastoratet Borrby och Östra Hoby. Församlingen uppgick 2000 i Borrby-Östra Hoby församling.

## Kyrkor
- Östra Hoby kyrka